# Licht-Oase
Licht-Oase war der Name einer Neuen Religiösen Bewegung, die von Arno Wollensak und dem „Medium“ Julie Ravell geführt wurde. Sie war zwischen den frühen 1990ern und 2015 in Folge in den Ländern Deutschland, Österreich, Portugal, Belize und Uruguay angesiedelt und umfasste 40 Mitglieder. Bekannt wurde die Sekte und ihr interner Kindesmissbrauch vor allem durch das Buch Allein gegen die Seelenfänger der Überlebenden Lea Saskia Laasner Vogt, deren Flucht den Zusammenbruch der Sekte nach sich zog.

## Geschichte

### Entstehung und erste Jahre
In der Entstehungszeit in den frühen 1990er Jahren machte die Sekte, auch für Neumitglieder, zunächst den Anschein einer Kommune. Unterschiedliche Personen kamen dort zusammen, darunter Hippies, Intellektuelle, erfolgreiche Geschäftsleute, Menschen mit Freunden und Familie.
Die Sekte wechselte mehrere Male das Land, um sich der öffentlichen Aufmerksamkeit zu entziehen. 1992 fasste sie Fuß in Österreich. Nach zunehmender Aufmerksamkeit der Presse veranlasste Wollensak den Umzug der Sekte nach Portugal.
Berichten von Überlebenden zufolge begann während der Zeit, in der die Sekte in Portugal angesiedelt war, auch der Missbrauch von minderjährigen Mitgliedern.

### Verlegung nach Belize
Ab 1995 war die Sekte im Hinterland von Belize ansässig, wo sie die 25 Quadratkilometer große Maya-Ranch kaufte. Der Außenwelt präsentierten die Mitglieder ihre Sekte als gemeinnützige Organisation mit dem Namen Janus-Stiftung und gaben vor, in allen denkbaren Sparten der Entwicklungshilfe tätig zu sein. Einige Einheimische gaben noch 2011 an, die Stiftung habe Arbeitsplätze geschaffen, Kindern Mittagessen gegeben, Schulunterricht erteilt und ihnen auch sonst verschiedene Dinge beigebracht, etwa über Meditation.
Die Sektenmitglieder hatten auf der Ranch je eigene Aufgaben, die ihnen dauerhaft zugeteilt wurden.
Ein Projekt, das die Sektenmitglieder während der Zeit in Belize verfolgten, war der Bau einer Zeitmaschine, die den menschlichen Alterungsprozess anhalten können sollte. Grund war wohl Wollensaks und Ravells „Besessenheit von der ewigen Jugend“. Wollensak hatte sich einen Privatjet gekauft, an dem die Sektenmitglieder Änderungen vornahmen, die aber nicht zum gewünschten Ergebnis führten.

### Flucht Lea Laasners und Zerfall der Sekte
Im Alter von 21 Jahren gelang 2001 Lea Laasner, mit Hilfe des Polizisten Edward „Eddy“ Broaster aus dem Nachbarort, die Flucht aus der Sekte. Edward „Eddy“ Broaster hatte die Ranch regelmäßig aufgesucht. 2003 kam sie mittellos nach Winterthur zurück und wurde von ihrer Cousine aufgenommen.
Nach Lea Laasners Flucht flohen auch Wollensak und Ravell von der Ranch. Einem Teil der zurückgebliebenen Sektenmitglieder wie Katharina Meredith gelang es daraufhin, mit ihrer Familie wieder ins Gespräch zu kommen und ihren eigenen Sektenausstieg einzuleiten. Andere Sektenmitglieder blieben in der Sekte und ihrer Ideologie treu.
Lea Saskia Laasner verarbeitete ihre traumatischen Erlebnisse in dem Buch Allein gegen die Seelenfänger, das sie mithilfe des Sektenforschers Hugo Stamm verfasste und 2005 veröffentlichte. Im selben Jahr erhielt sie dafür den Prix Courage, überreicht durch den Jurypräsidenten der Auszeichnung Franz Hohler.
Außerdem erhob sie Anklage gegen Wollensak wegen Missbrauchs. Im April 2007 sollte er sich vor dem Detmolder Landesgericht wegen Kindesmissbrauchs verantworten. Daraufhin tauchten Wollensak und Ravell wenige Tage vor dem Gerichtstermin in Oerlinghausen unter. Nach einem Aufenthalt in Surinam, wo sie sich gefälschte Papiere organisierten, gelangten sie 2008 nach Uruguay. Arno Wollensak reiste nun unter dem Namen Marc Neumann. Die Sektenführer wurden weiterhin von einigen wenigen Getreuen begleitet.

### Entwicklungen nach dem Zerfall der Sekte
In Uruguay lebten Wollensak und Ravell in Los Cerrillos nahe La Floresta und kauften dort ein Landgut für 400.000 Dollar, wo sie die Sekte wieder aufgebaut haben sollen. Einige Fluchthelfer und Mitglieder der Sekte, die sie bis dorthin begleitet hatten, lebten wohl mit ihnen auf dem Gut und finanzierten den Kauf und die Lebenshaltungskosten.
Am 2. April 2014 übernahm das Bundeskriminalamt (BKA) den Fall von der Detmolder Staatsanwaltschaft, da sich die Spur der beiden Sektenführer in Südamerika verlief. Am 11. Juni 2015 wurden Wollensak und Ravell in Uruguay von der dortigen Polizei und Zielfahndern des BKA festgenommen. Daraufhin beantragte die Justiz Nordrhein-Westfalens die Auslieferung Wollensaks und Ravells. Die Sektenführer wurden am 12. Juni 2015 dem Haftrichter in Montevideo vorgeführt und sollten nach Deutschland ausgeliefert werden. Dabei hätte Wollensak mit einer mindestens zweijährigen Haftstrafe rechnen müssen und auch Ravells Beihilfe hätte zu einer Haftstrafe führen können. Zu diesem Zeitpunkt schafften weitere Sektenmitglieder den Ausstieg aus der Sekte. Jedoch blieben Wollensak und Ravell auf freiem Fuß, nachdem sie lediglich wegen gefälschter Papiere belangt worden waren und einige Monate im Gefängnis in Uruguay verbracht hatten.
Im August 2016 wurde Wollensaks Leiche am Strand der Ortschaft La Floresta aufgefunden, mit einer Plastiktüte über dem Kopf, angelegten Handschellen und gefesselten Füßen. Bei der darauffolgenden Durchsuchung seiner Wohnung waren Ravell und eine weitere Anhängerin, die ihn zuletzt begleitet hatten, nicht mehr aufzufinden.

## Ideologie und Rituale
Die Sektenführer versprachen ihren Mitgliedern Erleuchtung und den Aufstieg in göttliche Sphären. Bereits zum Eintritt in die Sekte verlangten Wollensak und Ravell, dass die Mitglieder ihnen ihr gesamtes Vermögen überantworteten.
Die Sekte verbreitete die Ansicht, dass der Weltuntergang drohe und das Geistwesen Ramtha, später Maghan genannt, mit dem sie durch das „Medium“ Ravell kommunizieren könnten, in der Lage sei, die Mitglieder der Sekte in Lichtwesen zu verwandeln, damit sie dem Untergang entkommen könnten. Die Sektenmitglieder bezeichneten sich selbst als „die Familie“.
Wollensak war der Guru der Sekte, wurde als gottgleich angesehen und verlangte von seinen Sektenmitgliedern, ihm ein Anrecht auf ihre Gedanken und Gefühle bis hin zu ihren Körpern zuzusprechen. Außerdem war im Alltagsleben der Sekte alles auf die durch Ravell vermittelten Aussagen Ramthas (sog. Channeling) ausgerichtet, der etwa darüber urteilte, welches Sektenmitglied sich auf welcher „Lernstufe“ befinde, welche Sektenmitglieder miteinander verkuppelt werden sollten etc. Sexualität spielte dabei eine übergeordnete Rolle. Wollensak rechtfertigte sogar seine sexuellen Vergehen an minderjährigen Sektenmitgliedern damit, dass diese einen spirituellen „Wachstumsschritt“ für sie bedeuten würden. Die Erwachsenen mussten Geschlechtsverkehr untereinander haben, völlig unabhängig von ihrem Beziehungsgrad.

Wollensak verlangte bedingungslosen Gehorsam von den Sektenmitgliedern und rechtfertigte diese Forderung damit, dass sie für ihre Erleuchtung notwendig sei. Laasner Vogt gab diesen Teil der Ideologie wie folgt wieder: 
„Würdest du dein Leben lang Ärsche putzen, wenn es dich dem geistigen Aufstieg näher brächte? Keine Frage. Würdest du deinen Vater umbringen, wenn es für deine Erleuchtung nützlich wäre? Selbstverständlich. Der Irrsinn hatte uns blind gemacht.“
Von Eltern, die mit ihren Kindern der Sekte angehörten, wurde erwartet, dass sie ihre Bindungen zu ihren Kindern lösen sollten, was zur Entfremdung und Schutzlosigkeit der Kinder führte oder beitrug.
Laasner Vogt beschreibt ein Seminar der Sekte, dem sie etwa 1992 als 12-Jährige beigewohnt hat so, dass die Sektenmitglieder um das „Medium“ Ravell herumsaßen, während Ravell in Trance das vermeintliche Geistwesen Ramtha channelte. Dabei war auffällig, dass Ravell sehr plötzlich zwischen einer sanften Stimme einerseits und lautem Brüllen andererseits wechselte. Da diese Rituale für Ravell auch körperliche Anstrengung bedeuteten, gehörten Erholungspausen zu ihrer Routine, für die sie in der Zeit in Belize einen angestammten Platz auf einem Baumhaus hatte.

## Kindesmissbrauch
Während der Zeit in Portugal im Jahr 1994 verübte Wollensak mehrere sexuelle Übergriffe. Ravell soll dabei zugesehen und die Übergriffe durch Manipulation ermöglicht haben. Wollensak hatte auch sadistische Vorlieben, die er ebenso über Jahre gegen den Willen seiner Opfer auslebte. Er erpresste seine Opfer z. T. mit Selbstmorddrohungen sowie der Drohung, dass an ihrem Gehorsam das Fortbestehen und damit die Rettung der anderen Sektenmitglieder hinge.
Die Überlebende Katharina Meredith schildert, dass die Kinder der Sektenmitglieder alle zusammen in einem Zimmer leben und an den regelmäßigen Channelings und Ritualen teilnehmen mussten. Sie durften ihre Eltern nicht mehr als „Mama“ und „Papa“ anreden und auch sonst nicht viel mit ihnen sprechen. Stattdessen wurden zwei den Kindern fremde Personen mit ihrer Betreuung beauftragt.
Zudem wurden sie schrittweise angehalten, ihre Persönlichkeit zu verneinen: Zunächst sollten sie ihre persönlichen Wünsche „ablegen“, anschließend alle als negativ gewerteten Gefühle wie Zweifel, Wut oder Trauer; die körperliche Privatsphäre wurde ihnen untersagt, z. B. mussten sie Zahnbürsten teilen und durften für den Toilettengang keinen separaten Raum beanspruchen. In der Folge wurde den Kindern gesagt, ihre Gedanken seien „nicht ihre eigenen“, sodass sie verpflichtet seien, alle Gedanken mitzuteilen und „negative“ Gedanken gänzlich zu unterdrücken. Schlussendlich wurden sie gezwungen, die Hoheit über ihren eigenen Körper abzutreten, indem sie ältere Männer erst küssen, dann nackt neben ihnen liegen und schließlich mit ihnen Geschlechtsverkehr haben mussten. Den Effekt dieses systematischen Missbrauchs beschreibt Meredith als das Gefühl des Selbstverlustes bis hin zur Selbstauflösung.

## Mitglieder

### Arno Wollensak
Wollensak war der Sektenführer und Guru der „Licht-Oase“.
In den 80er Jahren hatte er eine Zeitlang in einem indischen Ashram gelebt und war Anhänger von Osho Bhawan Shree Rajneesh. Laut Meredith hatte das Vorbild des indischen Gurus Wollensak dazu bewegt, selbst ein Guru sein zu wollen, der im Luxus lebt, ohne dafür arbeiten zu müssen, und der vor allem Macht über seine Anhänger hat und von diesen verehrt wird.
Wollensak war deutscher Staatsbürger.

### Julie Ravell
Ravell war das sogenannte „Medium“ der Sekte und stand deshalb im Mittelpunkt der Channelings, während derer sie angeblich Kontakt zum Geistwesen Ramtha hatte. Auch Ravell war maßgeblich an Manipulation und Übergriffen an den Sektenmitgliedern beteiligt.
Ravell war deutsche Staatsbürgerin.

### Gabriele Wollensak
Gabriele Wollensak, die langjährige  Ehefrau Arno Wollensaks, hatte während der Zeit, in der die Sekte in Belize angesiedelt war, die Aufgabe inne, die Sekte nach außen als Wohltätigkeitsorganisation mit Namen Janus Foundation zu vertreten. Wollensak trat dazu auch in öffentlichen Medien als Vorsitzende von Janus auf, etwa auf Spendenfeiern, und gab Interviews z. B. für das belizische Nachrichtenprogramm News 5.

### Weitere Mitglieder
Die Mutter Laasner Vogts, die zuvor mit ihrer Familie ein bürgerliches Leben in Winterthur geführt hatte, war im Zuge einer persönlichen Sinnsuche der Esoterik nahegekommen. Dies veranlasste sie, ganze Tage und Nächte im angrenzenden Wald zu verbringen, wo sie nach eigener Aussage Kontakt zu Geistern hatte. Ihrer Tochter Laasner Vogt erzählte sie, dabei einem Geistwesen, dem Licht und der Erleuchtung nahe gewesen zu sein. Die Mutter nahm Laasner Vogt mit 12 Jahren zum ersten Mal mit zu einem Seminar der Sekte und verfiel sukzessive den Verheißungen der Sektenführer immer weiter. Den durch die Sekte angekündigten Weltuntergang wollte sie als Mitglied der Sekte erwarten und überzeugte sogar ihren Ehemann, sich als ganze Familie der Licht-Oase anzuschließen. Sie verkauften daraufhin Haus und Architekturbüro und übergaben das gesamte Vermögen der Familie an die Sektenführer. Die Eltern nahmen Laasner Vogt und ihren Bruder aus der Schule und siedelten mit ihnen ins damalige Sektenhauptquartier in Portugal um.

## Rechtsstreit „Ramtha“
1993 verklagte die US-Amerikanerin JZ Knight, die selbst eine neureligiöse Strömung um das Geistwesen Ramtha begründet hatte, Ravell wegen Verletzung des Urheberrechts. Knight gewann das Verfahren am österreichischen Obersten Gerichtshof, laut dem Ravell fortan keinen Kontakt mehr zu Ramtha aufnehmen durfte. Daraufhin kündigte die Sekte, die damals noch als Berliner Esoterik-Zentrum angesehen wurde, an, dass Ramtha durch Ravell eine Namensänderung mitgeteilt habe und sich fortan Maghan nenne. Diese Namensänderung begründete die Sekte damit, dass Ramtha nun auf einer „höheren Schwingungsebene“ arbeite.

## Janus Foundation
Janus Foundation war der Name einer von den Sektenmitgliedern gegründeten Nichtregierungsorganisation, als die die Sekte nach außen auftrat, um ihre tatsächlichen Aktivitäten zu verschleiern. Die Janus Foundation wurde 1995 in der Schweiz gegründet und war seit 1997 als Wohltätigkeitsorganisation mit Sitz in Florida registriert. Ihr Vorstand setzte sich offiziell aus Gabriele Wollensak, Thomas Quebeck und Eva Müller zusammen. Als Zweck der Organisation war die Förderung der „Synergetischen Evolution von Natur und Menschheit“ angegeben. Mitgliedschaften in der Organisation waren nicht vorgesehen.
Zwischen 1996 und 1998 finanzierte die Janus Foundation Stipendien des Conscious Youth Development Programme (Programm bewusster Entwicklung Jugendlicher) zur Gewaltprävention unter jungen Menschen und spendete zwei Feuerwehrautos und Möbel an die nationale Feuerwehr von Belize sowie Küchenausstattung an eine Organisation für Arbeitsmarkttraining in Cayo. Als weitere Ziele gab die Organisation im Jahr 1998 an, bis 2000 ein Jobtraining-Zentrum für Kfz-Mechanik, Baukonstruktion, Metallverarbeitung und Kochkunst etablieren zu wollen.
Die Organisation schaffte es mit einigen größeren Spendenaktionen in die Belizer Medien, so etwa im Jahr 1998 durch eine Spende von 3000 Belize-Dollar an das Belizer Rote Kreuz im Rahmen der Hurrikane-Hilfen und durch die Spende eines Krankenwagens für das Krankenhaus in San Ignacio, im Jahr 1999 durch die Spende von Schulmöbeln im Wert von 18.000 Belize-Dollar an die Regierung im Rahmen des Hurrikane-Mitch-Hilfsprogramm und im Jahr 2000 durch die Spende von zwanzig Computern und Druckern an die Regierung, die diese an mehrere weiterführende Schulen weiterleitete.
Im Jahr 2001 vermittelte die Janus Foundation eine Spende der Interamerikanischen Entwicklungsbank an die Belizer Toledo Eco-Tourism Association. Dabei sollte aus dem Swiss Technical Co-operation Trust Fund die Förderung von Ökotourismus-Projekten im Belizer Distrikt Toledo finanziert werden, mit dem Ziel, die nach dem Hurrikane Iris zerstörten Gästehäuser wieder aufzubauen.